# Tiến hóa
Trong sinh học, tiến hóa là sự thay đổi đặc tính di truyền của một quần thể sinh học qua những thế hệ nối tiếp nhau. Những đặc tính này là sự biểu hiện của các gen được truyền từ cha mẹ sang con cái thông qua quá trình sinh sản. Nguyên nhân dẫn đến sự khác biệt của những đặc tính đó trong quần thể là do kết quả của đột biến, tái tổ hợp di truyền và nguồn gốc các biến dị di truyền khác. Hiện tượng tiến hóa xảy ra khi các tác nhân tiến hóa như chọn lọc tự nhiên (bao gồm cả chọn lọc giới tính) và trôi dạt di truyền tác động lên sự đa dạng của những đặc tính này, dẫn đến kết quả là vài đặc tính sẽ trở nên phổ biến hoặc hiếm gặp hơn ở trong quần thể. Chính nhờ quá trình tiến hóa này đã làm nảy sinh sự đa dạng ở mọi mức độ tổ chức sinh học bao gồm loài, các cá thể sinh vật và cả các phân tử như DNA và protein.
Việc hệ thống hóa những luận cứ khoa học cho học thuyết tiến hóa xuất phát từ tác nhân chọn lọc tự nhiên được đề xuất bởi Charles Darwin và Alfred Wallace vào giữa thế kỷ 19 và được ghi chép tỉ mỉ trong cuốn sách Nguồn gốc các loài của Darwin.
Ngay từ khi ra đời, học thuyết tiến hóa của Darwin đã gặp sự phản đối, ban đầu là từ cộng đồng khoa học, đặc biệt là Georges Cuvier, và sau đó là từ các nhóm tôn giáo (đặc biệt là một số phái Tin Lành và Hồi giáo) vì cách diễn giải cơ yếu luận. Chúng được gọi là các cuộc chống đối thuyết tiến hóa. Nhưng ngày nay, các nhà khoa học nhìn chung đã chấp nhận tiến hóa là một sự thực khoa học khi có rất nhiều Bằng chứng về tiến hóa đã được khám phá trong thế kỷ 20, chia làm 4 nhóm: 1 - việc quan sát thấy các quá trình tiến hóa đang diễn ra trong tự nhiên (tiêu biểu là sự xuất hiện của các giống côn trùng mới có khả năng kháng thuốc trừ sâu), 2 - sự tiến hóa nhân tạo được tạo ra bởi chính con người (tiêu biểu là việc chọn giống để tạo ra hàng trăm loài chó nhà có kích thước chênh nhau cả chục lần, dù chúng đều có tổ tiên chung là chó sói), 3 - các hóa thạch do ngành cổ sinh vật học khám phá đã chứng minh rằng từng có hàng triệu loài sinh vật đã xuất hiện rồi tuyệt chủng trong quá khứ, cho thấy sự tồn tại của các giống loài là không bất biến (tiêu biểu là việc tìm ra hóa thạch của một loạt các dạng "người nửa vượn" như Australopithecus, Homo habilis, Homo erectus - là bằng chứng cho thấy loài người thực sự đã tiến hóa từ vượn cổ), 4 - sự khám phá ra gen di truyền (DNA và RNA) của ngành di truyền học đã chứng minh cho cơ chế chọn lọc tự nhiên thông qua di truyền mà Darwin từng tiên đoán, và sự ra đời của Thuyết tiến hoá tổng hợp (đôi khi gọi là học thuyết Darwin mới).
Tiến hóa là một quá trình diễn tiến lâu dài, cần phải mất hàng triệu năm, qua hàng trăm ngàn thế hệ để một loài tiến hóa thành một loài khác. Văn minh nhân loại mới diễn ra được hơn 5.000 năm nên loài người chưa từng chứng kiến trọn vẹn sự tiến hóa từ loài này sang loài khác mà chỉ có thể khảo sát qua những hóa thạch. Tuy nhiên, quá trình chọn lọc nhân tạo có thể đẩy nhanh quá trình này lên rất nhiều, và loài người đã có thể quan sát thấy sự chọn lọc đã biến đổi hoàn toàn một loài như thế nào. Ví dụ: từ chó sói hoang dã, chỉ qua vài ngàn năm chọn giống, loài người đã tạo ra hàng trăm nòi chó nhà có hình dạng và kích thước khác hẳn nhau.
Hiện tượng tiến hóa bởi tác nhân chọn lọc tự nhiên được Darwin chứng minh lần đầu thông qua 4 thực tế có thể quan sát được về các sinh vật sống: 1. Đặc tính di truyền của mỗi cá thể sẽ tác động lên hình dạng, sinh lý, biểu hiện hành vi của chúng (kiểu hình). 2 - Các đặc tính di truyền khác nhau giữa các cá thể, dẫn tới tỉ lệ sinh tồn và sinh sản khác nhau (khả năng thích nghi khác nhau). 3 - Những cá thể có khả năng thích nghi cao hơn sẽ có khả năng sống sót tốt hơn và sinh sản ra nhiều con cháu hơn. 4 - Những sự khác biệt về các đặc tính có thể truyền từ thế hệ cha mẹ sang thế hệ con cái (thích nghi về mặt di truyền).
Trong tự nhiên, số lượng cá thể con sinh ra luôn nhiều hơn số cá thể có thể sống sót (phần lớn bị chết đói, chết bệnh hoặc bị kẻ khác ăn thịt). Vì vậy, những cá thể mang đặc điểm không phù hợp với điều kiện sống khắc nghiệt sẽ có ít cơ hội sống sót và sinh sản nên các đặc điểm của chúng sẽ không được di truyền cho thế hệ sau, trong khi những cá thể có đặc điểm phù hợp sẽ có tỷ lệ sống sót và sinh sản cao hơn, các đặc điểm của chúng sẽ được di truyền cho thế hệ sau. Kết quả là, các thế hệ hậu duệ của chủng loài đó dần có sự thích nghi tốt hơn để tồn tại và sinh sôi trong môi trường mà sự chọn lọc tự nhiên diễn ra. Quá trình này tạo ra và bảo tồn những cá thể mang đặc điểm phù hợp cho sự sinh tồn trước điều kiện sống khắc nghiệt, cũng như loại bỏ những cá thể mang đặc điểm không phù hợp. Do đó, các cá thể của loài này qua các thế hệ nối tiếp nhau sẽ dần chiếm đa số là con cháu được sinh ra bởi các cặp bố mẹ mang những đặc điểm đã giúp chúng có thể sống sót và sinh sản trong môi trường riêng biệt của chúng. Đầu thế kỷ 20, những ý tưởng khác về tiến hóa như đột biến luận (mutationism) hay tiến hóa hướng luận (orthogenesis) đều bị bác bỏ bởi thuyết tiến hóa tổng hợp hiện đại. Đây là học thuyết tổng hợp các lý thuyết khoa học hợp lý nhất đương thời, từ di truyền học cổ điển, học thuyết chọn lọc tự nhiên của Darwin, di truyền học Mendel và nhất là di truyền học quần thể.
Tất cả sự sống trên Trái Đất có cùng một tổ tiên chung (LUCA) sống cách nay khoảng 3,5 - 3,8 tỷ năm. Các báo cáo hóa thạch bao gồm sự phát triển từ các vật chất sinh học than chì sớm, tới các hóa thạch thuộc lớp thảm vi sinh vật, tới hóa thạch của các sinh vật đa bào. Các mô hình sinh học đa dạng hiện tại đã được định hình bởi sự lặp đi lặp lại của việc hình thành các loài mới (speciation), sự thay đổi trong loài (anagenesis) và sự mất mát của các loài (tuyệt chủng) trong suốt lịch sử tiến hóa của sự sống trên Trái Đất. Đặc điểm hình thái và tính chất sinh hóa có những nét tương đồng này giống nhau hơn giữa những loài có tổ tiên chung gần nhau hơn và có thể được sử dụng để dựng lại cây phát sinh chủng loại.
Các nhà sinh học tiến hóa đã tiếp tục nghiên cứu các khía cạnh khác nhau của tiến hóa bằng cách đưa ra và kiểm tra các giả thuyết cũng như xây dựng các lý thuyết dựa trên bằng chứng từ lĩnh vực hoặc phòng thí nghiệm và dữ liệu được tìm ra bởi các phương pháp toán sinh học. Những khám phá của họ đã ảnh hưởng không chỉ đến sự phát triển của sinh học mà còn nhiều lĩnh vực khoa học và công nghiệp khác, bao gồm nông nghiệp, y học và khoa học máy tính.

## Lịch sử tư tưởng tiến hóa

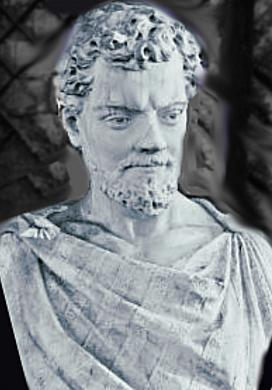
Lucretius

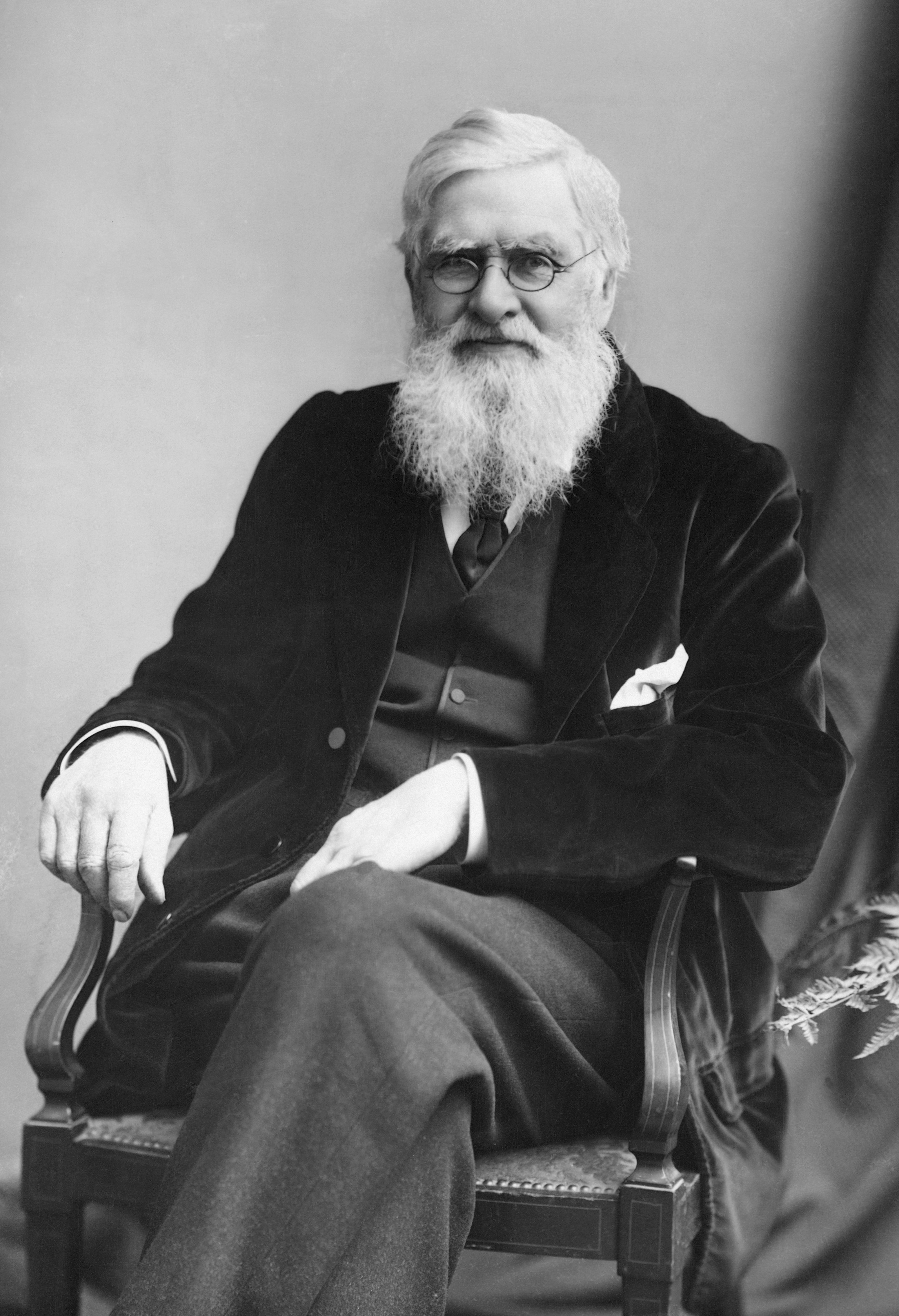
Alfred Russel Wallace

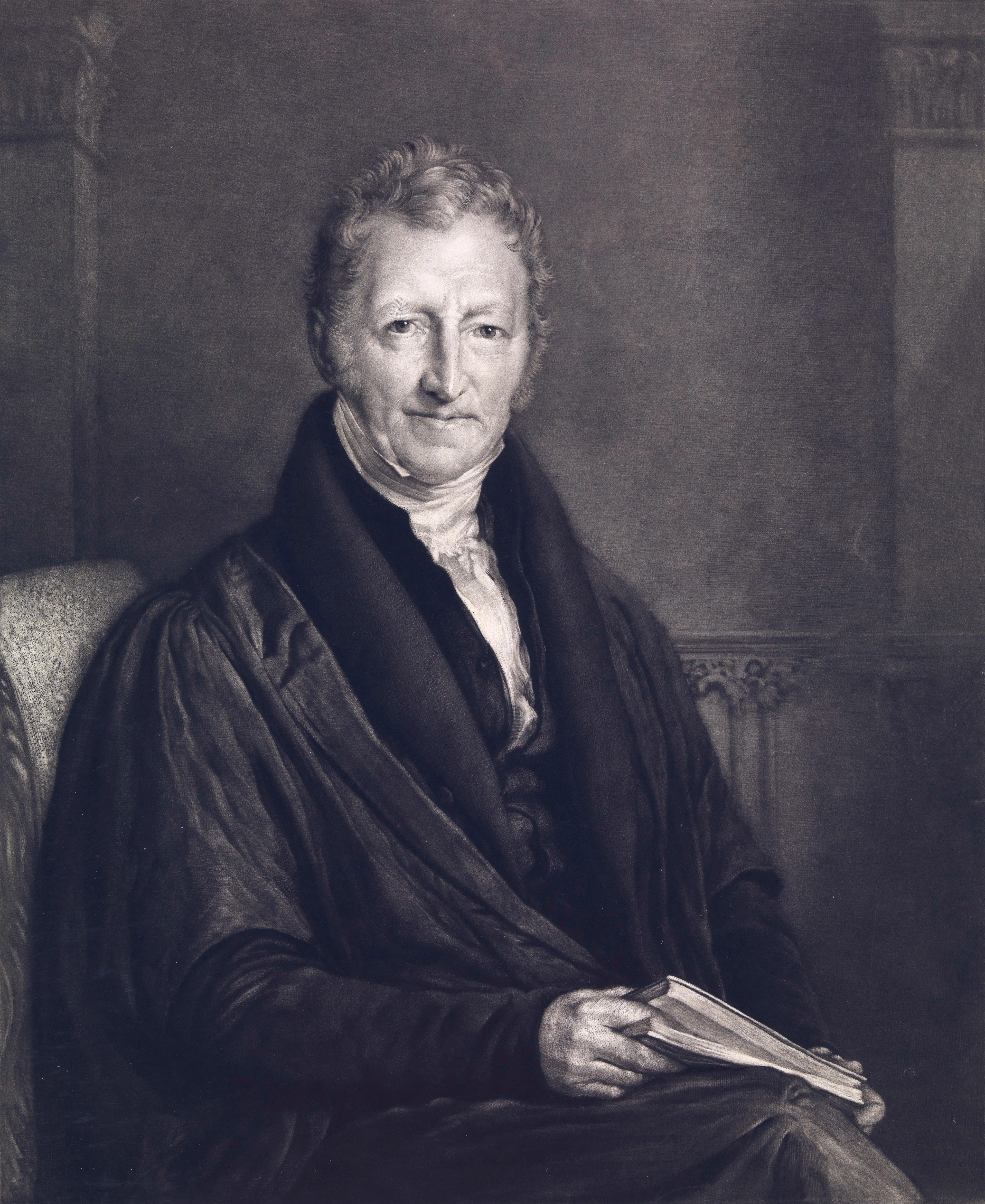
Thomas Robert Malthus

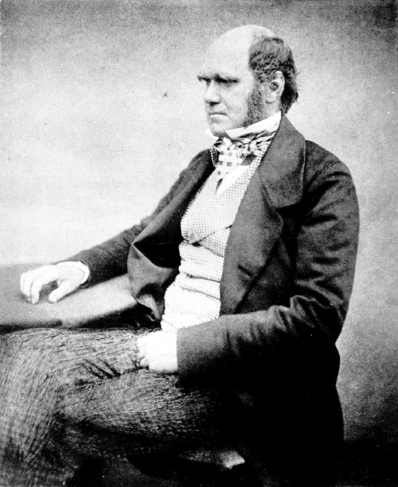
Năm 1842, Charles Darwin đặt bút viết phác thảo đầu tiên cho cuốn sách về sau được gọi là Nguồn gốc các loài.

### Thời cổ đại
Nguồn gốc của đề xuất rằng một loại động vật có tổ tiên từ một loại động vật khác thuộc về vài triết gia Hy Lạp tiền-Socrates đầu tiên, như Anaximander và Empedocles Những đề xuất như này đã tồn tại đến tận thời đại La Mã. Nhà thơ và triết gia La Mã Lucretius đã theo đuổi quan điểm của Empedocles thông qua kiệt tác của mình là De rerum natura (Về bản chất của Vạn Vật).

### Thời Trung Cổ
Đối lập với những quan điểm duy vật này, Aristotle xem toàn bộ sự vật tự nhiên, như là những sự hiện thực hóa bất toàn của những khả năng tự nhiên cố hữu khác nhau, được biết tới dưới tên "dạng". Đây là một phần trong triết lý mục đích luận (teleology) của ông về tự nhiên trong đó mọi vật có một vai trò định trước để thực hiện những mệnh lệnh vũ trụ thần thánh.  Những biến thể của tư tưởng này của Aristotle đã trở thành hiểu biết cơ bản của thời Trung Cổ, và được lồng ghép vào nền giáo dục Thiên Chúa giáo, nhưng Aristotle không đòi hỏi những sinh vật sống thực tế phải tương ứng một-một với các dạng siêu hình chính xác nào, và đưa ra các ví dụ cụ thể về cách các loại sinh vật mới có thể xuất hiện.

### Tiền Darwin
Vào thế kỷ 17, phương pháp mới của khoa học hiện đại đã từ bỏ cách tiếp cận của Aristotle, và tìm cách giải thích cho các hiện tượng tự nhiên bằng các định luật khoa học trong lĩnh vực vật lý giống nhau cho mọi vật hữu hình mà không cần phải giả thiết bất kì những loại tự nhiên cố hữu nào, hay bất kỳ trật tự vũ trụ thần thánh nào. Nhưng cách tiếp cận mới này bắt rễ chậm chạp trong ngành sinh vật học-một lĩnh vực trở thành pháo đài cuối cùng của quan niệm về những loại tự nhiên cố hữu. John Ray sử dụng một trong những thuật ngữ từng phổ biến trước đây cho các loại tự nhiên cố hữu, "loài" (species), để áp dụng cho các loại động vật và thực vật, nhưng không giống Aristotle ông xác định chặt chẽ mỗi loại sinh vật là một loài, và đề xuất rằng mỗi loài có thể được xác định bằng những đặc điểm không đổi của chúng qua các thế hệ. Hệ thống phân loại sinh học được Carolus Linnaeus đề ra năm 1735 cũng xem các loài là cố hữu theo một kế hoạch của thần thánh.
Các nhà tự nhiên học khác ở thời đó suy đoán về sự thay đổi tiến hóa của các loài theo thời gian theo những định luật tự nhiên. Vào năm 1751, Pierre Louis Maupertuis đã viết về những biến đổi tự nhiên xảy ra thông qua quá trình sinh sản và tích lũy qua nhiều thế hệ để sinh ra loài mới. Georges Louis Leclerc, Bá tước xứ Buffon đề xuất rằng các loài có thể suy thoái thành những sinh vật khác nhau, và Erasmus Darwin gợi ý rằng tất cả các động vật máu nóng có thể bắt nguồn từ chỉ một loài vi sinh vật (hay các "vi sợi"). Sơ đồ tiến hóa chính thức đầu tiên là lý thuyết "tiến hóa biến đổi" (transmutation) của Lamarck vào năm 1809, nêu ra rằng các thế hệ đồng thời liên tục tạo ra những dạng sống đơn giản đã phát triển mức độ phức tạp lớn hơn qua những nhánh song song với một cường độ tiến triển không đổi, và rằng ở cấp độ cục bộ những nhánh này thích nghi với môi trường bằng cách thừa hưởng những thay đổi gây ra bởi việc sử dụng hay không dùng đến những tập tính ở cha mẹ. (Quá trình thứ hai sau đó được gọi là thuyết Lamarck.) Những ý tưởng này bị các nhà tự nhiên học có uy tín đương thời phê phán, xem là một phỏng đoán thiếu những chứng cớ thực tế. Đặc biệt, Georges Cuvier còn nhấn mạnh rằng các loài là cố hữu và không có quan hệ họ hàng giữa các loài, những sự tương đồng giữa chúng chỉ phản ánh sự sáng tạo của thần thánh vì những lý do mang tính chức năng của bộ phận đó. Cùng thời gian đó, các ý tưởng của Ray về sự sáng tạo nhân từ được William Paley phát triển thành một quyển sách mang tên Natural Theology or Evidences of the Existence and Attributes of the Deity (Thần học tự nhiên hoặc bằng chứng về sự tồn tại và thuộc tính của các vị thần) được xuất bản năm 1802 đề xuất những sự thích nghi phức tạp như bằng chứng về sự sáng tạo thần thánh đã khiến Charles Darwin ngưỡng mộ.

### Cuộc cách mạng của Darwin
Sự đột phá có tính phê phán khỏi quan niệm về những loài cố hữu khởi đầu với học thuyết tiến hóa thông qua con đường chọn lọc tự nhiên, do Charles Darwin hệ thống hóa lần đầu tiên bằng cách sử dụng thuật ngữ sự biến thiên của quần thể. Darwin đã sử dụng câu "truyền lại kèm với sự biến đổi" hơn là "tiến hóa". Một phần chịu ảnh hưởng từ cuốn Khảo luận về nguyên lý dân số (An Essay on the Principle of Population) được xuất bản năm 1798 của Thomas Robert Malthus, Darwin nhận xét rằng sự phát triển quần thể có thể dẫn tới một "cuộc vật lộn để sinh tồn" trong đó những biến dị phù hợp sẽ thắng thế trong khi những biến dị không phù hợp sẽ bị loại bỏ. Trong mỗi thế hệ, nhiều con non không thể sống sót tới tuổi sinh sản bởi nguồn tài nguyên hạn chế. Điều này có thể giải thích sự đa dạng động thực vật từ một tổ tiên chung thông qua sự vận hành của các quy luật tự nhiên theo cùng cách cho mọi sinh vật sống. Darwin đã phát triển lý thuyết của ông về "chọn lọc tự nhiên" từ 1838 và đang viết nên "cuốn sách đồ sộ" của mình về vấn đề này lúc Alfred Russel Wallace gửi cho ông một học thuyết tương tự năm 1858. Cả hai người đã trình bày những bài viết độc lập của mình cho Hiệp hội Linnean ở Luân Đôn.
Vào cuối năm 1859, Darwin công bố "bản tóm tắt" bằng cách sử dụng Nguồn gốc các loài giải thích chi tiết về chọn lọc tự nhiên theo cách đã khiến cho thuyết tiến hóa được chấp nhận ngày càng rộng rãi thay thế cho các lý thuyết tiến hóa khác. Thomas Henry Huxley đã áp dụng những ý tưởng của Darwin vào con người, sử dụng cổ sinh vật học và giải phẫu học so sánh để cung cấp những bằng chứng mạnh mẽ rằng con người và vượn có một tổ tiên chung. Một số người cảm thấy khó chịu với điều này bởi nó hàm ý rằng con người không hề có một vị trí đặc biệt trong vũ trụ.

### Giả thuyết mầm và di truyền
Các cơ chế chính xác của khả năng di truyền qua sinh sản và nguồn gốc của những tính trạng mới khi đó vẫn còn là một bí ẩn. Đáp ứng giới hạn đó, Darwin đã phát triển một lý thuyết có tính tạm thời là giả thuyết mầm (pangenesis, hay giả thuyết pangen). Năm 1865 Gregor Mendel đã chỉ ra những tính trạng được di truyền theo một cách có thể tiên đoán được thông qua sự phân loại và phân ly độc lập các yếu tố (về sau được gọi là gen). Các định luật di truyền Mendel về sau đã thế chỗ hầu hết giả thuyết mầm của Darwin. August Weismann đã tiến một bước quan trọng khi phân biệt các tế bào sinh sản (trứng, tinh trùng) với tế bào sinh dưỡng, và vạch ra rằng di truyền chỉ xảy ra trong các tế bào sinh sản mà thôi. Hugo de Vries liên hệ giả thuyết mầm của Darwin với sự phân biệt sinh sản/sinh dưỡng của Weismann và đề xuất rằng các mầm sống (pangen) của Darwin tập trung trong nhân tế bào và khi biểu hiện chúng có thể di chuyển vào tế bào chất để thay đổi cấu trúc tế bào. De Vries cũng là một trong những nhà nghiên cứu truyền bá rộng rãi công trình của Mendel, tin rằng các tính trạng của Mendel tương ứng với sự chuyển dịch các biến dị di truyền thông qua tế bào sinh sản. Để giải thích cách các biến thể mới phát sinh, De Vries phát triển một lý thuyết đột biến dẫn đến sự chia rẽ đương thời giữa những người chấp nhận tiến hóa Darwin và những nhà sinh trắc học đồng tình với De Vries. Vào những năm của thập niên 1930, những nhà tiên phong trong lĩnh vực di truyền học quần thể, như J.B.S. Haldane, Sewall Wright và Ronald Fisher đã xây dựng nền tảng về tiến hóa đi theo triết lý của thống kê mạnh. Những mâu thuẫn giữa thuyết Darwin, đột biến di truyền và di truyền Mendel nhờ đó được hòa giải.

### Thuyết tiến hóa tổng hợp hiện đại
Trong những thập niên 1920 và 1930 có một sự kết hợp thuyết chọn lọc tự nhiên của Darwin, lý thuyết đột biến và di truyền Mendel cùng thành tựu di truyền học quần thể vào một lý thuyết thống nhất đã hình thành nên thuyết tiến hoá tổng hợp hiện đại và áp dụng chung nó cho tất cả các nhánh của sinh học. Học thuyết tiến hoá tổng hợp hiện đại này đã giải thích những mô hình quan sát các loài trong các quần thể, thông qua các hóa thạch trung gian trong cổ sinh vật học, và cả các cơ chế phức tạp của tế bào trong sinh học phát triển. Việc James D. Watson và Francis Crick với sự đóng góp của Rosalind Franklin công bố cấu trúc DNA năm 1953 đã chứng minh cơ sở vật lý cho di truyền. Sinh học phân tử đã tăng cường hiểu biết của con người về mối liên hệ giữa kiểu gen và kiểu hình. Các tiến bộ cũng đã đạt được trong phân loại học phát sinh loài hay việc sơ đồ hóa chuyển dịch tính trạng thành một khuôn khổ so sánh và có thể kiểm tra thông qua sự ấn hành và sử dụng các cây tiến hóa. Năm 1973, nhà sinh vật học tiến hóa Theodosius Dobzhansky viết rằng "không gì trong sinh học có ý nghĩa nếu không được xem xét dưới ánh sáng của tiến hóa", bởi vì nó đã rọi sáng những mối quan hệ của những thứ tưởng chừng là những sự kiện rời rạc trong lịch sử tự nhiên vào một tập hợp tri thức diễn giải mạch lạc có thể mô tả và tiên đoán nhiều sự kiện có thể quan sát được về sự sống trên hành tinh này.

### Sự tổng hợp hơn thế nữa
Kể từ đó, thuyết tiến hoá tổng hợp đã mở rộng hơn nữa để giải thích các hiện tượng sinh học trải trên mọi cấp bậc trong tổ chức sinh học, từ gen tới loài. Một trong những sự mở rộng này được biết tới là sinh học phát triển tiến hóa, còn được gọi thân mật là "eco-evo-devo" (viết tắt của "ecology" (sinh thái), "evolution" (tiến hóa) và "development"(phát triển), nhấn mạnh rằng bằng cách nào mà sự biến đổi xảy ra giữa các thế hệ (tiến hóa) có thể tác động lên mô hình của sự biến đổi bên trong cơ thể của từng cá thể sống (sự phát triển). Kể từ thế kỷ 21, nhờ có ánh sáng của những phát hiện gần đây, vài nhà sinh học đã tranh luận về thuyết tiến hóa tổng hợp hiện đại mở rộng, mà sẽ bao gồm kết quả của những phương thức di truyền không phụ thuộc vào gen, như là di truyền học biểu sinh, ảnh hưởng từ trải nghiệm của mẹ, di truyền sinh thái học, thuyết di truyền kép, khả năng tiến hóa.

## Di truyền

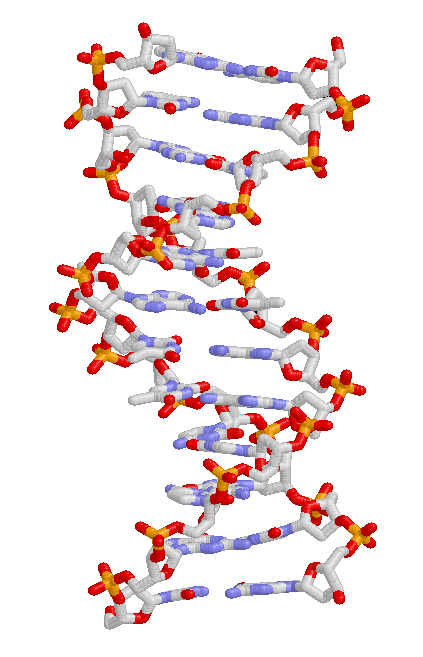
Cấu trúc DNA. Nucleobase nằm ở trung tâm, bao quanh bởi các chuỗi đường-phosphate trong dạng một chuỗi xoắn kép.

Tiến hóa trong sinh vật xảy ra thông qua những thay đổi trong các tính trạng - những đặc điểm riêng của một sinh vật. Chẳng hạn, ở con người, màu mắt là một đặc tính di truyền và một cá nhân có thể thừa hưởng "tính trạng mắt nâu" từ bố hoặc mẹ. Các tính trạng được các gen kiểm soát và tập hợp đầy đủ những gen trong một cơ thể sống được gọi là kiểu gene của nó.
Mặt khác, tập hợp đầy đủ các đặc điểm quan sát được làm nên cấu trúc và hành vi của một cơ thể sống được gọi là kiểu hình của nó. Những đặc điểm này đến từ sự tương tác giữa kiểu gene với môi trường. Kết quả là, nhiều khía cạnh của kiểu hình một sinh vật không được truyền lại. Chẳng hạn, làn da rám nắng đến từ tương tác giữa kiểu gen của một người và ánh sáng mặt trời; do đó, sự rám nắng này không được truyền cho con cái của họ. Tuy nhiên, vài người có thể rám dễ dàng hơn những người khác, đó là do sự khác biệt trong kiểu gen của họ; một ví dụ nổi bật là những người thừa hưởng tính trạng bạch tạng, người không hề rám chút nào và rất nhạy cảm với nắng gắt.
Các đặc tính di truyền truyền từ thế hệ này sang thế hệ khác thông qua DNA, một phân tử mã hóa thông tin di truyền. DNA là một phân tử polymer sinh học dài, cấu tạo từ bốn đơn vị cơ bản (gọi là nucleotide). Chuỗi các nucleotide dọc theo một phân tử DNA riêng rẽ đặc trưng cho thông tin di truyền, theo cách tương tự như chuỗi những ký tự ghi lại một câu. Trước khi một tế bào phân chia, DNA được sao chép, do đó mỗi một (trong hai) tế bào sinh ra sẽ thừa hưởng chuỗi DNA đó. Các phần của một phân tử DNA đặc trưng cho một đơn vị chức năng riêng lẻ được gọi là gene, các gen khác nhau có những chuỗi nucleotide khác nhau. Bên trong các tế bào, các đoạn DNA dài tạo nên những cấu trúc đặc gọi là nhiễm sắc thể. Vị trí riêng của một chuỗi DNA trong một nhiễm sắc thể được gọi là quỹ đạo (locus). Nếu một chuỗi DNA ở một locus khác nhau giữa các cá nhân, các dạng khác nhau của chuỗi này được gọi là alen. Các chuỗi DNA có thể thay đổi thông qua các đột biến, sinh ra những alen mới. Nếu một sự đột biến xảy ra trong một gene, alen mới sẽ ảnh hưởng tới đặc điểm mà gen đó đảm nhiệm, thay đổi kiểu hình của sinh vật. Tuy nhiên, trong khi sự tương ứng đơn giản này giữa alen và một tính trạng thể hiện trong một số trường hợp, hầu hết các tính trạng phức tạp hơn và được điều khiển bởi locus tính trạng số lượng (nhiều gene tương tác với nhau).
Những phát hiện gần đây đã xác nhận những ví dụ quan trọng của những biến đổi có thể di truyền không thể giải thích bằng sự thay đổi đối với chuỗi các nucleotide trong DNA. Những hiện tượng này được xếp vào những hệ thống di truyền biểu sinh (epigenetic). Sự metyl hóa DNA tạo chất nhiễm sắc (chromatin), các vòng trao đổi chất tự duy trì, tắt gen bằng can thiệp RNA và tương thích ba chiều các protein (như thể đạm độc prion) là những lĩnh vực mà các hệ thống di truyền ngoài gen đã được khám phá ở mức độ sinh vật. Các nhà sinh vật học phát triển đề xuất rằng những tương tác phức tạp trong mạng lưới di truyền và liên kết giữa các tế bào có thể dẫn đến những biến dị có thể ẩn chứa vài cơ chế trong sự tạo liên kết thần kinh trong quá trình phát triển và sự hội tụ tiến hóa bất chấp những biến đổi trung gian. Khả năng di truyền cũng xuất hiện ở những quy mô lớn hơn nữa. Chẳng hạn, sự kế tục về sinh thái qua các quá trình biến cải môi trường của sinh vật được xác định thông qua những hoạt động thường xuyên và lặp lại của các sinh vật trong môi trường của chúng. Điều này tạo nên một di sản các tác động làm thay đổi và phản hồi trong quy luật chọn lọc của các thế hệ kế tiếp. Các thế hệ con cháu thừa hưởng gen cộng với các đặc trưng môi trường tạo ra bởi các hoạt động sinh thái của tổ tiên chúng.  Những ví dụ khác của khả năng di truyền trong tiến hóa không phải dưới sự kiểm soát trực tiếp của gen bao gồm sự kế thừa những đặc điểm văn hóa và di truyền nội cộng sinh (symbiogenesis).

## Biến dị
Kiểu hình của một cá thể sinh vật là kết quả của cả kiểu gen và ảnh hưởng của môi trường mà nó sống. Một phần chủ yếu của biến dị trong các kiểu hình ở một quần thể là do sự khác biệt giữa các kiểu gen của chúng. Thuyết tiến hoá tổng hợp hiện đại định nghĩa tiến hóa như sự thay đổi theo thời gian sự biến dị di truyền này. Tần số của một alen cụ thể sẽ trở nên hiện diện nhiều hơn hay kém đi so với các dạng khác của gen đó trong quá trình này. Biến dị biến mất khi một alen mới đạt tới điểm tới hạn - là khi hoặc biến mất khỏi quần thể hoặc thay thế hoàn toàn alen gốc.
Chọn lọc tự nhiên chỉ gây ra tiến hóa khi có đủ biến dị di truyền trong một quần thể. Trước khám phá của Mendel về di truyền, một giả thiết từng phổ biến là sự di truyền pha trộn. Nhưng với di truyền pha trộn, biến dị di truyền sẽ bị mất đi nhanh chóng, khiến cho tiến hóa bằng chọn lọc tự nhiên trở thành phi lý. Nguyên lý Hardy-Weinberg cung cấp giải pháp cho cách biến dị duy trì trong quần thể với di truyền Mendel. Theo đó, tần số của các alen (biến dị trong một gen) sẽ không đổi nếu vắng mặt sự chọn lọc, đột biến, di trú và dịch chuyển di truyền.
Những biến dị đến từ đột biến trong vật chất di truyền, sự trộn lại các gen thông qua sinh sản hữu tính và sự di trú giữa các quần thể (dòng gen). Mặc dù những biến dị mới xuất hiện liên tục thông qua đột biến và dòng gen, hầu hết bộ gen của một loài là giống hệt ở mọi cá thể của loài đó. Tuy nhiên, ngay cả những sự khác biệt tương đối nhỏ trong kiểu gen có thể dẫn đến những khác biệt quan trọng trong kiểu hình: chẳng hạn, tinh tinh và người khác nhau chỉ khoảng 5% bộ gen.

### Đột biến

Sao chép lặp lại một phần nhiễm sắc thể.

Đột biến là những thay đổi trong chuỗi DNA của một tế bào. Khi đột biến xảy ra, nó có thể không ảnh hưởng gì, làm thay đổi RNA hay protein do gen quy định, hoặc ngăn cản gen đó hoạt động. Dựa trên các nghiên cứu về loài ruồi Drosophila melanogaster, với khoảng 70% các đột biến này là có các tác động tiêu cực, số còn lại trung tính hoặc có lợi không nhiều, người ta đã đề xuất rằng nếu một sự đột biến thay đổi một protein sinh ra bởi một gen, điều này gần như chắc chắn là có hại và được duy trì trong quần thể bởi tiến hóa hồi quy (recurrent evolution).
Sự đột biến có thể liên quan tới những đoạn dài của nhiễm sắc thể trở nên bị lặp lại (thông thường do sự tái tổ hợp di truyền), có thể tạo nên những đoạn sao chép thừa một gen vào một bộ gen. Những bản sao thừa của các gen là nguồn vật liệu thô chính cần thiết cho những gen mới tiến hóa. Điều này quan trọng bởi vì thực tế hầu hết các gen mới tiến hóa trong một họ gen từ những gen tồn tại từ trước có chung nguồn gốc. Chẳng hạn, mắt người sử dụng bốn gen để tạo nên những cấu trúc cảm nhận ánh sáng: ba cho quan sát màu sắc và một cho quan sát ban đêm; cả bốn gen này đều bắt nguồn từ một gen gốc duy nhất.
Các gen mới có thể sinh ra từ một gen gốc khi bản sao lặp bị đột biến và tìm lấy một chức năng mới. Quá trình này dễ dàng hơn khi một gen đã được sao lặp bởi vì nó sẽ tăng tính dư thừa của hệ thống; một gen trong cặp có thể tìm lấy một chức năng mới trong khi bản sao còn lại tiếp tục thực hiện chức năng gốc. Những loại đột biến khác thậm chí có thể tạo ra những gen hoàn toàn mới từ những DNA chưa được mã hóa từ trước.
Việc tạo ra các gen mới cũng có thể liên quan tới những phần nhỏ trong một vài gen bị sao lặp, những đoạn này sau đó tái kết hợp để tạo nên những tổ hợp mới với những chức năng mới. Khi các gen mới được lắp ghép từ việc trộn những phần có sẵn, các miền protein đóng vai trò như những đơn nguyên với những chức năng đơn giản, độc lập, có thể kết hợp với nhau để tạo nên những tổ hợp mới với những chức năng mới phức tạp. Chẳng hạn, polyketide synthase là những enzyme kích thước lớn tạo nên các chất kháng sinh; chúng cấu thành từ tới một trăm miền độc lập mà mỗi miền xúc tác một bước trong quá trình tồng thể, như thể một khâu trong một dây chuyền lắp ráp.

### Giao phối và tái tổ hợp
Trong một sinh vật vô tính, các gen được truyền lại cho nhau, hay "liên kết" với nhau, và chúng không thể trộn với gen của những sinh vật khác trong quá trình sinh sản. Trái lại, sự giao phối giữa các sinh vật hữu tính tạo ra sự trộn lẫn các nhiễm sắc thể của bố mẹ qua một sự phân li độc lập. Trong một quá trình liên quan gọi là tái tổ hợp tương đồng, các sinh vật hữu tính trao đổi DNA giữa hai nhiễm sắc thể tương ứng. Tái tổ hợp và phân li không thay đổi tần số alen, nhưng thay vào đó thay đổi những alen nào liên kết với alen khác, sinh ra con cháu với những tổ hợp alen mới. Giao phối thường tăng cường biến dị di truyền và có thể tăng tốc độ tiến hóa.

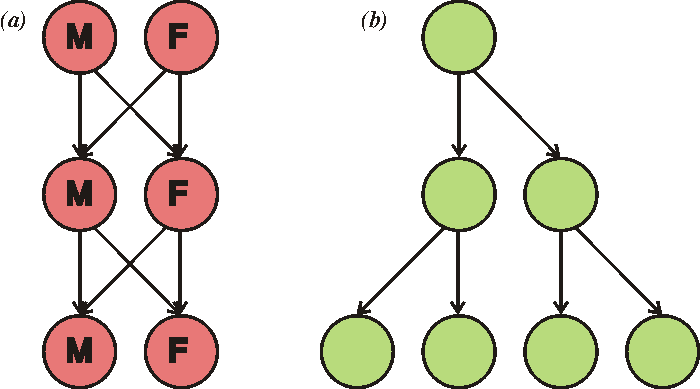
Sơ đồ này minh họa Phí tổn gấp đôi đến từ giao phối. Nếu mỗi cá thể sinh ra cùng số con (hai), (a) Quần thể sinh sản hữu tính giữ nguyên kích thước qua các thế hệ, trong khi (b) Quần thể sinh sản vô tính tăng gấp đôi số lượng qua các thế hệ.

Phí tổn gấp đôi đến từ giao phối (the two-fold cost of sex) lần đầu tiên được đề cập bởi John Maynard Smith. Phí tổn đầu tiên là ở các loài lưỡng hình giới tính, chỉ một trong hai giới có thể sinh con (phí tổn này không áp dụng cho các loài lưỡng tính, giống như hầu hết các loài thực vật và nhiều động vật không xương sống). Phí tổn thứ hai là bất kỳ cá thể sinh sản hữu tính nào chỉ có thể truyền 50% gen của nó cho bất kỳ đứa con nào, thậm chí ít được truyền lại ở mỗi thế hệ mới qua đi. Tuy nhiên, sinh sản hữu tính là phương thức sinh sản phổ biến hơn giữa sinh vật nhân chuẩn và đa bào. Giả thuyết Nữ hoàng Đỏ đã được sử dụng để giải thích tầm quan trọng của sinh sản hữu tính như là một phương thức để cho phép tiến hóa và thích nghi liên tục để đáp ứng với sự hợp tác với các loài khác trong một môi trường luôn thay đổi.

### Dòng gen
Dòng gen là sự hoán đổi các gen giữa các quần thể và giữa các loài. Do đó nó có thể là một nguồn biến dị mới mẻ đối với một quần thể hay một loài. Dòng gen có thể do sự di chuyển của các cá thể giữa những quần thể riêng biệt nhau của một loài gây ra, như thể sự di chuyển của chuột giữa các quần thể trong đất liền và bờ biển, hay dịch chuyển của phấn hoa giữa quần thể cỏ nhạy cảm với kim loại nặng và quần thể cỏ chống chịu được.
Sự chuyển gen giữa các loài bao gồm sự hình thành các loài lai và sự chuyển gen ngang. Chuyển gen ngang là sự truyền vật chất di truyền từ một sinh vật này sang một sinh vật khác mà không phải con của nó; điều này phổ biến nhất ở giới vi khuẩn. Trong y học, điều này đóng góp vào sự lan truyền khả năng kháng chất kháng sinh, bởi khi một vi khuẩn có được các gen kháng thuốc nó có thể nhanh chóng truyền khả năng này cho các loài khác. Người ta đã quan sát thấy sự chuyển gen ngang từ vi khuẩn sang các sinh vật nhân chuẩn như nấm men Saccharomyces cerevisiae và bọ trên cây đậu adzuki Callosobruchus chinensis. Một ví dụ về sự lan truyền quy mô lớn hơn là luân trùng nhân chuẩn Belloidea, chúng nhận rất nhiều gen từ vi khuẩn, nấm và thực vật. Các virus cũng có thể mang DNA giữa các sinh vật, cho phép lan truyền gen ngay cả giữa các vực sinh vật.
Sự chuyển gen quy mô lớn cũng xảy ra giữa các tổ tiên của các tế bào nhân chuẩn và vi khuẩn, trong sự hình thành lục lạp và ti thể. Cũng có thể là chính những sinh vật nhân chuẩn này bắt nguồn từ sự lan truyền gen ngang giữa vi khuẩn và vi khuẩn cổ.

## Cơ chế tiến hóa

Đột biến kèm theo chọn lọc tự nhiên, sinh ra một quần thể với màu tối hơn.

Từ quan điểm của thuyết tân Darwin, tiến hóa xảy ra khi có những thay đổi trong tần số alen trong một quần thể sinh vật giao phối. Chẳng hạn, alen quy định màu đen trong một quần thể bướm trở nên phổ biến hơn. Các cơ chế có thể dẫn tới sự thay đổi tần số alen bao gồm chọn lọc tự nhiên, dịch chuyển di truyền, trung chuyển di truyền, đột biến và dòng gen.

### Chọn lọc tự nhiên
Tiến hóa bằng phương thức chọn lọc tự nhiên là quá trình mà nhờ nó các đặc tính di truyền tăng cường khả năng sinh sản trở nên phổ biến hơn trong các thế hệ tiếp theo của một quần thể. Nó thường được gọi là một cơ chế "tự thân hiển nhiên" bởi nó là cần thiết để giải thích ba thực kiện đơn giản:
- Các biến dị di truyền tồn tại trong các quần thể sinh vật về các điểm như hình thái học, sinh lý học và hành vi học (biến dị thuộc kiểu hình).
- Các biến dị khác nhau đem đến khả năng sống sót và sinh sản khác nhau (khả năng thích nghi khác nhau).
- Các biến dị này có thể truyền lại từ thế hệ này sang thế hệ khác (tính di truyền của sự thích nghi).

Số con non được sinh ra nhiều hơn số có thể sống sót và những điều kiện này làm nảy sinh cuộc cạnh tranh giữa các sinh vật để sống sót và sinh sôi. Hậu quả là, những sinh vật nào có những tính trạng đem cho chúng ưu thế so với đối thủ của chúng sẽ truyền lại các tính trạng có lợi này cho con cái, trong khi nhũng tính trạng không tạo nên lợi thế không được truyền cho thế hệ kế tiếp. Sự thích nghi có mục đích (teleonomy) này là những đặc tính nhờ có quá trình chọn lọc tự nhiên tạo ra và duy trì tính trạng mà dường như mang tính thích nghi cho những chức năng mà chúng biểu hiện. Kết quả của sự chọn lọc này bao gồm giao phối lựa chọn Kết quả của sự chọn lọc bao gồm giao phối không ngẫu nhiên và trung chuyển di truyền.
Khái niệm trung tâm của chọn lọc tự nhiên là giá trị thích nghi của một sinh vật. Giá trị thích nghi được đo bằng khả năng sống sót và sinh sản của một sinh vật, thứ xác định quy mô phần đóng góp di truyền của nó cho thế hệ sau. Tuy nhiên, giá trị thích nghi không trùng với tổng số các con non: thay vào đó giá trị thích nghi được biểu thị bằng tỉ lệ thế hệ sau mang gen của một sinh vật. Nói cách khác, nếu một sinh vật có thể sinh tồn thành công và sinh sôi nhanh chóng, nhưng nếu con của nó đều quá nhỏ và yếu để sống sót, sinh vật này sẽ ít đóng góp di truyền cho các thế hệ tương lai và do đó có giá trị thích nghi thấp.
Nếu một alen tăng cường giá trị thích nghi nhiều hơn các alen khác của gen đó, thì qua mỗi thế hệ alen này sẽ trở nên phổ biến hơn trong quần thể. Những tính trạng này được gọi là "chọn lọc chấp nhận". Một số biểu hiện về tính trạng tăng cường thích nghi là sự sống sót được cải thiện và mức độ mắn đẻ được tăng cường. Trái lại, mức độ thích nghi thấp hơn gây ra bởi một alen có hại hoặc ít có lợi sẽ làm cho alen này trở nên hiếm hơn - chúng được gọi là "chọn lọc phủ nhận". Quan trọng là, mức độ phù hợp của một alen không phải là một đặc trưng cố định; nếu môi trường thay đổi, một tính trạng trước đây trung tính hoặc thậm chí có hại lại có thể trở nên có lợi và một số tính trạng từng có lợi nay trở nên có hại. Tuy nhiên, ngay cả nếu chiều hướng chọn lọc không đảo ngược theo cách này, các tính trạng đã bị mất trong quá khứ có thể không tái tiến hóa theo một cách y hệt (nội dung Định luật Dollo). Tuy nhiên, việc tái kích hoạt các gen không hoạt động, miễn là chúng chưa bị loại khỏi bộ gen và chỉ bị ức chế trong hàng trăm thế hệ, có thể dẫn đến sự xuất hiện lại các tính trạng được cho là bị mất như chân sau của cá heo, răng ở gà, cánh ở những loài không cánh như bọ que, đuôi và núm vú bổ sung ở người, v...v... "Sự thoái bộ" như vậy được gọi là lại tổ.

Những biểu đồ này mô tả các loại chọn lọc di truyền khác nhau. Trên mỗi biểu đồ, trục x là loại tính trạng và trục y là số lượng sinh vật. Nhóm A là quần thể ban đầu và nhóm B là quần thể sau khi chọn lọc.
· Biểu đồ 1 hiển thị chọn lọc định hướng, trong đó kiểu hình một cực được ưa thích.
· Biểu đồ 2 mô tả chọn lọc ổn định, trong đó kiểu hình trung gian được ưa chuộng hơn các kiểu phân cực.
· Biểu đồ 3 hiển thị chọn lọc phân hóa, trong đó các kiểu hình phân cực được ưa chuộng hơn các kiểu trung gian.

Quá trình chọn lọc tự nhiên trong một quần thể đối với một tính trạng có thể thay đổi qua nhiều giá trị khác nhau, như chiều cao, có thể phân làm ba loại hay ba hình thức. Thứ nhất là chọn lọc định hướng, đó là một sự chuyển dịch giá trị trung bình của tính trạng qua thời gian - chẳng hạn, các sinh vật từ từ trở nên cao thêm. Thứ hai là chọn lọc đột phá, một sự chọn lọc đối với các giá trị tính trạng cực đoan và thường dẫn tới việc hai giá trị đối lập nhau trở nên phổ biến hơn, trong khi giá trị trung bình bị loại bỏ. Điều này sẽ có nghĩa là khi những cá thể lùn hoặc cao có lợi thế, chứ không phải những cá thể có chiều cao trung bình. Cuối cùng, chọn lọc ổn định là chọn lọc chống lại các giá trị cực đoan ở cả hai phía, dẫn tới sự suy giảm phương sai quanh giá trị trung bình cũng như giảm đa dạng sinh học. Trong trường hợp chiều cao điều này có nghĩa là các cá thể sẽ từ từ có chiều cao xấp xỉ nhau.
Một trường hợp đặc biệt của chọn lọc tự nhiên là chọn lọc giới tính, tức sự chọn lọc đối với bất kì tính trạng nào tăng cường thành công trong việc kết đôi bằng cách tăng sự hấp dẫn của một sinh vật đối với những bạn tình tiềm năng. Các tính trạng tiến hóa thông qua chọn lọc giới tính là đặc biệt nổi bật ở con đực của một số loài, mặc dù các tính trạng như gạc sừng lớn, các tiếng gọi bạn tình hay màu sắc rực rỡ cũng sẽ thu hút các kẻ săn mồi, do đó đe dọa cơ hội sinh tồn của các cá thể con đực đó. Bất lợi về sinh tồn này được cân bằng lại bởi thành công về sinh sản cao hơn ở những tính trạng chọn lọc giới tính, khó đóng giả này.
Chọn lọc tự nhiên khiến cho tự nhiên hầu như trở thành một phép đo theo đó các cá thể và tính trạng của cá thể là ít hay nhiều khả năng sống sót. "Tự nhiên" theo nghĩa này là chỉ một hệ sinh thái, tức là một hệ thống trong đó các sinh vật tương tác với mọi yếu tố khác, vô sinh cũng như hữu sinh, trong môi trường cục bộ của chúng. Eugene Odum, một trong những người sáng lập nên sinh thái học, định nghĩa hệ sinh thái là "bất kỳ đơn vị nào bao gồm tất cả các sinh vật... trong một diện tích cho trước tương tác với môi trường vật lý khiến cho một dòng năng lượng dẫn tới cấu trúc dinh dưỡng được xác định rõ ràng, đa dạng hữu sinh và vòng tuần hoàn vật chất (nghĩa là: sự trao đổi vật chất giữa các cơ thể sống và các yếu tố vô sinh) bên trong hệ thống" Mỗi quần thể trong một hệ sinh thái chiếm một khoảng không gian cư trú riêng biệt với các một quan hệ riêng biệt với các phần khác của hệ thống. Các mối quan hệ này liên quan tới lịch sử sự sống của sinh vật, vị trí của nó trong chuỗi thức ăn và phạm vi địa lý của nó. Cách hiểu theo nghĩa rộng này về tự nhiên cho phép các nhà khoa học phác họa các yếu tố cụ thể cùng nhau hình thành nên chọn lọc tự nhiên.
Chọn lọc tự nhiên có thể vận hành ở các mức độ tổ chức sinh học khác nhau, như gen, tế bào, cá thể sinh vật, nhóm sinh vật và loài. Chọn lọc có thể xảy ra ở nhiều mức độ đồng thời. Một ví dụ của chọn lọc xảy ra của chọn lọc xảy ra dưới cấp độ cá thể sinh vật là các gen gọi là transposon, chúng có thể sao chép và lan truyền trong toàn bộ kiểu gen. Sự chọn lọc ở mức độ cao hơn cá thể, như chọn lọc nhóm, có thể cho phép tiến hóa sự hợp tác, mà mục dưới sẽ bàn tới.

### Đột biến chênh lệch
Bên cạnh việc là một nguồn quan trọng của biến dị, đột biến cũng đóng vai trò là một cơ chế tiến hóa khi có những xác suất khác nhau ở mức độ phân tử cho các đột biến khác nhau xảy ra, một quá trình được gọi là chênh lệch đột biến (mutation bias). Nếu hai kiểu gen, chẳng hạn một với nucleotid G và một với nucleotid A ở cùng một vị trí, có cùng giá trị thích nghi, nhưng đột biến từ G thành A xảy ra thường xuyên hơn từ A thành G, thì kiểu gen với nucleotid A sẽ có xu hướng tiến hóa. Những chênh lệch đột biến chèm thêm và mất đi trong các đơn vị phân loại khác nhau có thể dẫn đến sự tiến hóa trong các kích thước bộ gen khác nhau. Sự chênh lệch về phát triển hoặc đột biến cũng quan sát thấy trong tiến hóa về hình thái. Chẳng hạn, dựa theo hiệu ứng Baldwin, tùy theo kiểu gen, đột biến về sau có thể gây ra sự đồng nhất di truyền của các tính trạng trước đó do môi trường gây ra.
Các hiệu ứng chênh lệch đột biến xếp chót so với các quá trình khác. Nếu chọn lọc khuyến khích một trong hai loại đột biến, nhưng không có lợi ích phụ nào đối với việc có cả hai, thì đột biến sẽ xảy ra thường xuyên nhất là cái mà hầu như trở thành cố định trong một quần thể. Những đột biến dẫn đến mất chức năng của một gen phổ biến hơn nhiều những đột biến tạo ra một gen mới, hoạt động đầy đủ. Hầu hết đột biến mất chức năng bị chọn lọc phủ nhận. Nhưng khi sự chọn lọc yếu ớt, các chênh lệch đột biến dẫn tới mất chức năng có thể ảnh hướng tới tiến hóa. Chẳng hạn, các chất sắc tố không còn có ích khi động vật sống trong các hang động tối tăm, và có xu hướng mất đi. Loại mất chức năng này có thể xảy ra do chênh lệch di truyền và/hoặc bởi chức năng đó có một cái giá (nghĩa là một tính trạng tốt khác bị kìm hãm do nó), và khi lợi ích của chức năng ấy không còn, chọn lọc tự nhiên sẽ làm nó biến mất. Sự mất khả năng hình thành bào tử ở loài vi khuẩn Bacillus subtilis trong quá trình tiến hóa trong phòng thí nghiệm được cho là do đột biến chênh lệch tạo nên hơn là sự chọn lọc tự nhiên chống lại sự trả giá của việc duy trì khả năng hình thành bào tử vốn có. Khi không có sự chọn lọc mất chức năng nào, tốc độ mà chọn lọc tiến hóa phụ thuộc nhiều vào tốc độ đột biến hơn là trong kích thước quần thể hiệu dụng của nó, cho thấy rằng nó được dẫn dắt bởi chênh lệch đột biến hơn là dịch chuyển di truyền. Ở các sinh vật ký sinh, đột biến chênh lệch dẫn đến áp lực chọn lọc như đã thấy ở Ehrlichia. Đột biến thiên về các biến thể kháng nguyên trong protein màng ngoài.

### Trôi dạt di truyền

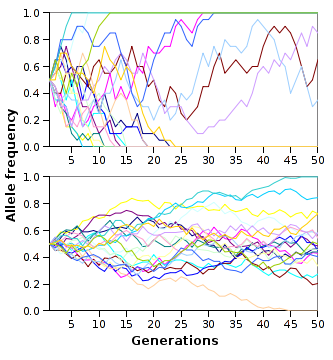
Mô phỏng một sự trôi dạt di truyền của 20 alen không liên kết trong các quần thể có 10 (trên) và 100 (dưới) cá thể. Trôi dạt di truyền đối với sự ổn định tần số alen xảy ra càng nhanh nếu quần thể càng nhỏ.

Trôi dạt di truyền (genetic drift, cũng còn gọi là sự phiêu bạt gen) là sự thay đổi tần số tương đối của các alen trong một quần thể, thường do yếu tố ngẫu nhiên (thiên tai, thảm hoạ nhân tạo v.v) làm nhiều cá thể trong quần thể bị chết hoặc không sinh sản được, hay phải phiêu bạt do phát tán bị động. khi các yếu tố chọn lọc khác không tác động hoặc tương đối yếu, thì tần số alen có khuynh hướng "dịch chuyển" ngẫu nhiên lên hoặc xuống theo một đường zig zag ngẫu nhiên trong đồ thị biểu diễn tần số của chúng xảy ra do sai sót lấy mẫu ở các alen. Sự dịch chuyển này sẽ ngừng khi alen nào đó trở nên ổn định về tần số, hoặc biến mất khỏi quẩn thể, hay bị thay thế hoàn toàn bởi alen khác. Kết quả là có alen "tốt" có thể bị loại bỏ hoàn toàn hoặc ngược lại có alen "xấu" lại "may mắn" được củng cố và tăng tần số, hoàn toàn do may rủi ngẫu nhiên. Do đó, hiện tượng này có thể sinh ra hai quần thể vốn cùng loài và có cấu trúc di truyền tương tự nhau lại tách biệt nhau rồi trở thành hai quần thể có tập hợp các alen khác nhau.
Lý thuyết tiến hoá trung tính (neutral theory of molecular evolution) đề xuất rằng phần lớn các biến đổi tiến hóa là kết quả của sự ổn định đột biến trung tính gây ra bởi trôi dạt di truyền. Do đó, trong mô hình này, hầu hết các thay đổi di truyền trong quần thể là kết quả của áp lực đột biến liên tục và sự trôi dạt di truyền. Dạng lý thuyết trung tính này hiện nay phần lớn đã bị từ bỏ, vì nó dường như không phù hợp với biến dị di truyền được quan sát trong tự nhiên. Tuy nhiên, một phiên bản mới và được ủng hộ hơn của mô hình này là lý thuyết tiến hoá gần trung tính (nearly neutral theory of molecular evolution), trong đó một đột biến sẽ có hiệu quả trung tính trong một quần thể nhỏ không nhất thiết là trung tính trong một quần thể lớn. Các lý thuyết thay thế khác đề xuất rằng sự trôi dạt di truyền bị lấn át bởi các nhân tố ngẫu nhiên khác trong quá trình tiến hóa, chẳng hạn như trung chuyển di truyền (genetic hitchhiking), còn được gọi là phác thảo di truyền (genetic draft).
Thời gian cho một alen trung tính trở nên ổn định do dịch chuyển di truyền phụ thuộc vào kích thước quần thể, sự ổn định xảy ra càng nhanh nếu quần thể càng nhỏ. Số cá thể trong một quần thể không có tính chủ chốt, mà quan trọng là một đại lượng được gọi là kích thước quần thể hiệu dụng (effective population size). Một quần thể hiệu dụng thường nhỏ hơn toàn quần thể bởi nó liên quan tới những yếu tố như mức độ giao phối cận huyết và giai đoạn trong vòng đời mà quần thể là nhỏ nhất. Kích thước quần thể hiệu dụng có thể không giống nhau đối với mọi gen trong cùng một quần thể.
Việc đánh giá mức độ quan trọng tương đối của chọn lọc và các quá trình trung tính khác thường khá khó khăn, bao gồm cả trôi dạt di truyền. Mức độ quan trọng so sánh của các nhân tố có hoặc không có tính thích nghi trong việc dẫn dắt sự thay đổi có tính tiến hóa là một lĩnh vực hiện đang được nghiên cứu.

### Trung chuyển di truyền
Sự tái tổ hợp cho phép các alen trên cùng một chuỗi DNA trở nên tách biệt nhau. Tuy nhiên, tốc độ tái tổ hợp thấp (xấp xỉ hai sự kiện mỗi nhiễm sắc thể trong một thế hệ). Kết quả là, các gen gần nhau trong một nhiễm sắc thể có thể không luôn luôn trộn xa khỏi nhau và các gen gần nhau có khuynh hướng được di truyền cùng nhau, một hiện tượng gọi là liên kết gen. Khuynh hướng này được xác định bằng cách tìm hiểu mức độ thường xuyên mà hai alen xuất hiện cùng nhau trong một nhiễm sắc thể riêng lẻ so với xác suất độc lập theo tính toán, gọi là sự phi cân bằng liên kết. Tập hợp những alen thường được di truyền trong một nhóm được gọi là một haplotype. Điều này là quan trọng khi một alen trong một haplotype là đặc biệt có lợi: chọn lọc tự nhiên có thể dẫn dắt một sự quét chọn lọc (loại bỏ các biến dị một cách nhanh chóng) cũng sẽ khiến các alen khác trong haplotype đó trở nên phổ biến hơn trong quần thể; hiệu ứng này gọi là trung chuyển di truyền (genetic hitchhiking) hay phác thảo di truyền (genetic draft). Phác thảo di truyền xảy ra do một vài gen trung tính liên kết về mặt di truyền với các gen khác chịu sự chon lọc có thể bị một kích thước quần thể hiệu dụng phù hợp chiếm một phần.

### Dòng gen
Dòng gen liên quan đến việc trao đổi gen giữa các quần thể và giữa các loài. Sự hiện diện hay vắng mặt của dòng gen làm thay đổi một cách căn bản tiến trình tiến hóa. Do tính phức tạp của sinh vật, bất kì hai quần thể tách biệt hoàn toàn nào về sau sẽ tiến hóa những điểm không tương thích về di truyền thông qua các quá trình trung tính, như trong mô hình Bateson-Dobzhansky-Muller, ngay cả nếu cả hai quần thể cơ bản vẫn giống hệt nhau xét về sự thích nghi đối với môi trường.
Nếu sự phân hóa di truyền giữa các quần thể phát triển, dòng gen giữa các quần thể có thể làm xuất hiện những tính trạng hay alen bất lợi trong quần thể địa phương và điều này dẫn sinh vật trong những quần thể đó tới chỗ tiến hóa những cơ chế ngăn ngừa sự giao phối với những quần thể có quan hệ xa về di truyền, cuối cùng làm xuất hiện của những loài mới. Do đó, sự hoán chuyển thông tin di truyền giữa các cá thể là hết sức quan trọng đối với sự phát triển của quan niệm loài sinh học.
Trong sự phát triển của thuyết tiến hoá tổng hợp hiện đại, Sewall Wright đã phát triển lý thuyết cân bằng chuyển dịch của ông với nội dung là dòng gen giữa các quần thể tách biệt một phần là một khía cạnh quan trọng của tiến hóa thích nghi. Tuy nhiên, gần đây đã có những phê phán có trọng lượng về tầm quan trọng của lý thuyết này.

## Kết quả
Tiến hóa ảnh hưởng tới mọi khía cạnh của hình thái và hành vi của sinh vật. Nổi bật nhất là những sự thích nghi về hành vi và thể chất riêng biệt là kết quả của chọn lọc tự nhiên. Những sự thích nghi này tăng cường giá trị thích nghi bằng các trợ giúp các hoạt động như tìm thức ăn, lẩn tránh kẻ săn mồi hay thu hút bạn tình. Các sinh vật cũng đáp ứng tiến hóa bằng việc hợp tác với nhau, thông thường bằng cách giúp đỡ họ hàng của chúng hay tham gia vào một quan hệ cộng sinh cùng có lợi. Trong dài hạn, tiến hóa sinh ra những loài mới thông qua sự phân tách các quần thể sinh vật tổ tiên thành những nhóm mới không thể hoặc không giao phối với nhau.
Những kết quả này của tiến hóa thường được phân chia làm tiến hóa lớn (hay tiến hóa vĩ mô), là tiến hóa xảy ra ở cấp độ loài trở lên, như sự tuyệt chủng hay hình thành loài và tiến hóa nhỏ (hay tiến hóa vi mô) là những thay đổi tiến hóa nhỏ hơn, như biến đổi tần số alen hay sự thích nghi trong một loài hay quần thể. Nhìn chung, tiến hóa lớn có thể được xem như kết quả của tiến hóa nhỏ trong thời gian dài. Do đó, sự khác biệt giữa hai hình thức tiến hóa này không phải là căn bản - mà đơn giản chỉ là thời gian tiến hóa. Tuy nhiên, trong tiến hóa lớn, các tính trạng của toàn thể loài có thể quan trọng. Chẳng hạn, một lượng lớn biến dị giữa các cá thể cho phép một loài thích nghi nhanh với những điều kiện sống mới, làm giảm khả năng bị tuyệt chủng, trong khi một phạm vi địa lý rộng lớn gia tăng cơ hội hình thành loài, bằng cách làm cho một phần quần thể dễ trở nên tách biệt hơn. Theo nghĩa này, tiến hóa nhỏ và tiến hóa lớn có thể liên quan tới sự chọn lọc ở những cấp độ khác nhau - tiến hóa nhỏ vận hành ở cấp độ gen và cá thể, khác với tiến trình tiến hóa lớn như chọn lọc loài vận hành trên toàn thể loài và ảnh hưởng tới tốc độ hình thành và tuyệt chủng của nó.
Một quan niệm sai lầm phổ biến là tiến hóa có một mục đích hay kế hoạch dài hạn nào đó; một cách thực tiễn hơn thì tiến hóa không có mục đích dài hạn nào và không nhất thiết phải tạo ra những thứ phức tạp lớn hơn. Mặc dù các loài phức tạp đã tiến hóa nên, chúng xảy ra như một hiệu ứng phụ của số lượng sinh vật tổng thể tăng lên và các dạng sống đơn giản vẫn phổ biến hơn trong sinh quyển. Cụ thể là tuyệt đại đa số các loài là các vi sinh vật nhân sơ, tạo nên một nửa sinh khối của thế giới bất chấp kích thước nhỏ bé của chúng, và chiếm đa số tuyệt đối trong sự đa dạng sinh thái Trái Đất. Các sinh vật đơn giản do đó là dạng sống thống trị trên Trái Đất trong suốt lịch sử của nó và tiếp tục là dạng sống chủ yếu cho tới ngày nay, khi sự sống phức tạp chỉ dường như có vẻ đa dạng hơn bởi vì chúng dễ nhận thấy hơn. Thực tế, sự tiến hóa của vi sinh vật là đặc biệt quan trọng đối với nghiên cứu về tiến hóa hiện đại, bởi vì sự sinh sôi nhanh chóng của chúng cho phép nghiên cứu tiến hóa thực nghiệm và quan sát tiến hóa và thích nghi trong thời gian thực.

### Thích nghi

Các xương tương đồng ở chi của các động vật bốn chân. Xương của các loài này có cùng cấu trúc cơ bản, nhưng thích nghi cho những mục đích cụ thể.

Thích nghi là quá trình làm cho các sinh vật phù hợp tốt hơn với môi trường sống của chúng. Ngoài ra, thuật ngữ thích nghi có thể liên hệ tới một tính trạng quan trọng cho sự sinh tồn của sinh vật. Chẳng hạn, răng ngựa đã tiến hóa thích nghi cho việc nhai cỏ. Người ta phân biệt hai nghĩa của từ này bằng cách sử dụng sự thích nghicho quá trình tiến hóa và tính trạng thích nghi cho sản phẩm (bộ phận cơ thể hoặc chức năng). Thích nghi là kết quả trực tiếp của chọn lọc tự nhiên. Các định nghĩa dưới đây dẫn theo Theodosius Dobzhansky, một nhà sinh học tiến hóa nhiều ảnh hưởng:
1. Sự thích nghi (adaptation) là quá trình tiến hóa mà nhờ đó một sinh vật có khả năng sống trong môi trường sống của nó tốt hơn.[189]
2. Tính thích nghi (adaptedness) là trạng thái thích nghi, tức mức độ mà theo đó sinh vật có thể tồn tại và sinh sôi ít hay nhiều trong một tập hợp các điều kiện sống nhất định.[190]
3. Tính trạng thích nghi là một khía cạnh của mô hình phát triển của sinh vật cho phép hay tăng cường khả năng sống sót và sinh sôi của sinh vật.[191]

Sự thích nghi có thể gây ra hoặc sự thu được đặc tính mới, hoặc sự mất mát một đặc tính gốc. Một ví dụ chỉ ra cả hai loại thay đổi này là thích nghi của vi khuẩn đối với phép chọn lọc kháng sinh, với sự thay đổi gen gây ra sự kháng thuốc cả bằng việc sửa đổi mục tiêu của thuốc hay tăng cường hoạt động của bào quan chuyên chở đẩy thuốc ra ngoài tế bào. Một ví dụ khác là vi khuẩn Escherichia coli tiến hóa khả năng sử dụng axít xitric như một chất dinh dưỡng trong quá trình tiến hóa nhiều đời trong phòng thí nghiệm, hay loài Flavobacterium tiến hóa một loại enzyme mới cho phép vi khuẩn này lớn lên trong những phế thải sản xuất nylon, hoặc vi khuẩn trong đất Sphingobium tiến hóa một lối trao đổi chất hoàn toàn mới làm giảm sút hiệu quả của thuốc trừ dịch hại tổng hợp pentachlorophenol. Một ý tưởng thú vị nhưng hiện gây tranh cãi là một vài sự thích nghi có thể tăng cường khả năng của sinh vật sinh ra đa dạng di truyền và thích nghi với chọn lọc tự nhiên (tăng khả năng tiến hóa).

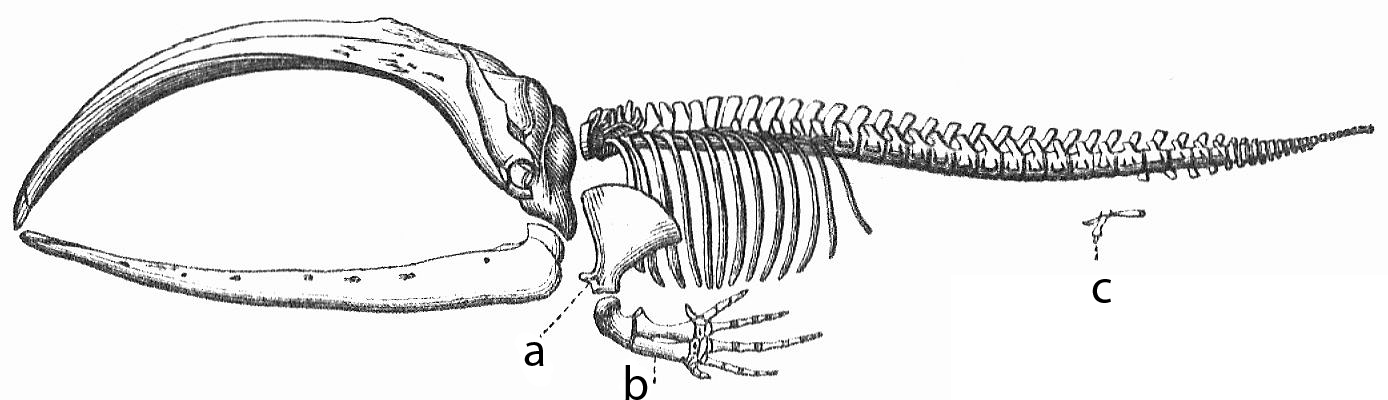
Một bộ xương cá voi tấm sừng hàm, các xương chân chèo a vàb, biến đổi thích nghi từ xương chi trước, trong khi c chỉ ra vết tích chi sau, gợi ra một sự thích nghi chuyển từ sống trên đất liền xuống biển.

Thích nghi có thể xảy ra thông qua sự thay đổi từ từ các cấu trúc có sẵn. Theo đó, các cấu trúc với các cơ quan bên trong tương tự có thể có những chức năng khác nhau ở những loài liên quan tới nhau. Đây là kết quả của một cấu trúc tổ tiên duy nhất đã thích nghi để hoạt động theo những cách khác nhau. Xương ở cánh loài dơi chẳng hạn, chúng rất giống như xương chân ở chuột nhắt hay xương tay của linh trưởng, do nguồn gốc của tất cả các cấu trúc này đến từ một tổ tiên động vật có vú chung. Tuy nhiên, vì tất cả sinh vật đều liên hệ với nhau ở một mức độ nào đó, ngay cả các cơ quan dường như có ít hoặc không có sự tương đồng về cấu trúc nào, như mắt của động vật chân khớp, mực ống và động vật có xương sống, hay chi và cánh của động vật chân khớp và động vật có xương sống, có thể đều phụ thuộc vào tập hợp những gen tương đồng chung (Homologous genes) để kiểm soát sự ghép nối và vận hành của chúng; điều này được gọi là sự tương đồng sâu.
Trong quá trình tiến hóa, một vài cấu trúc có thể mất đi chức năng ban đầu của nó và trở thành các cơ quan vết tích. Những cấu trúc như vậy ít hoặc không có chức năng gì trong loài hiện tại, nhưng có một chức năng rõ ràng trong loài tổ tiên, hoặc các loài gần gũi khác. Các ví dụ bao gồm các gen giả, vết tích không hoạt động của mắt ở cá mù sống trong hang, cánh của các loài chim không biết bay, và sự hiện diện của xương hông ở cá voi và rắn, và biến dị sinh sản hữu tính ở sinh vật đến từ sinh sản vô tính. Ví dụ về cơ quan vết tích ở người bao gồm răng khôn, xương cụt, ruột thừa, và các vết tích về hành vi như nổi da gà và phản xạ nguyên thủy.
Tuy nhiên, nhiều tính trạng dường như chỉ là những sự thích nghi đơn giản trên thực tế lại là những sự tiền thích nghi (exaptation): các cấu trúc vốn thích nghi cho một chức năng, nhưng ngẫu nhiên trở nên ít nhiều hữu dụng cho chức năng nào đó khác trong quá trình. Một ví dụ là loài thằn lằn châu Phi Holaspis guentheri phát triển một cái đầu hết sức bẹt để ẩn vào các kẽ nứt, như các họ hàng gần của nó. Tuy nhiên, ở loài này, cái đầu bẹt tới nỗi nó giúp cho việc trượt đi từ cây này sang cây khác – Tính tiền thích nghi (Exaptation). Bên trong các tế bào, các cơ quan phân tử đuôi roi vi khuẩn và cơ quan sắp xếp protein tiến hóa bằng việc thu nhận một vài protein sẵn có với những chức năng nguyên thủy khác nhau. Một ví dụ khác là sự thu nhận enzyme từ glycolysis và sự trao đổi chất dị hóa phục vụ như những protein cấu trúc gọi là thủy tinh thể ở mắt động vật.
Một lĩnh vực đang được nghiên cứu hiện nay trong sinh học phát triển tiến hóa là cơ sở phát triển của thích nghi và tiền thích nghi. Lĩnh vực này liên quan tới nguồn gốc và sự tiến hóa của sự phát triển phôi thai và cách những biến đổi trong sự phát triển và các quá trình phát triển sinh ra những đặc tính mới. Các nghiên cứu đã chỉ ra rằng tiến hóa có thể thay đổi sự phát triển để sinh ra những cấu trúc mới, như cấu trúc xương phôi thai phát triển thành quai hàm trong những loài động vật khác thay vì tạo thành một phần của tai giữa như ở động vật có vú. Cũng có thể là các cấu trúc bị mất trong tiến hóa tái xuất hiện thông qua sự thay đổi trong gen phát triển, như một đột biến ở gà khiến cho bào thai mọc răng tương tự như những con cá sấu. Ngày càng rõ là việc hầu hết sự thay đổi hình dạng sinh vật do sự thay đổi trong một tập hợp nhỏ các gen được bảo toàn.

### Đồng tiến hóa

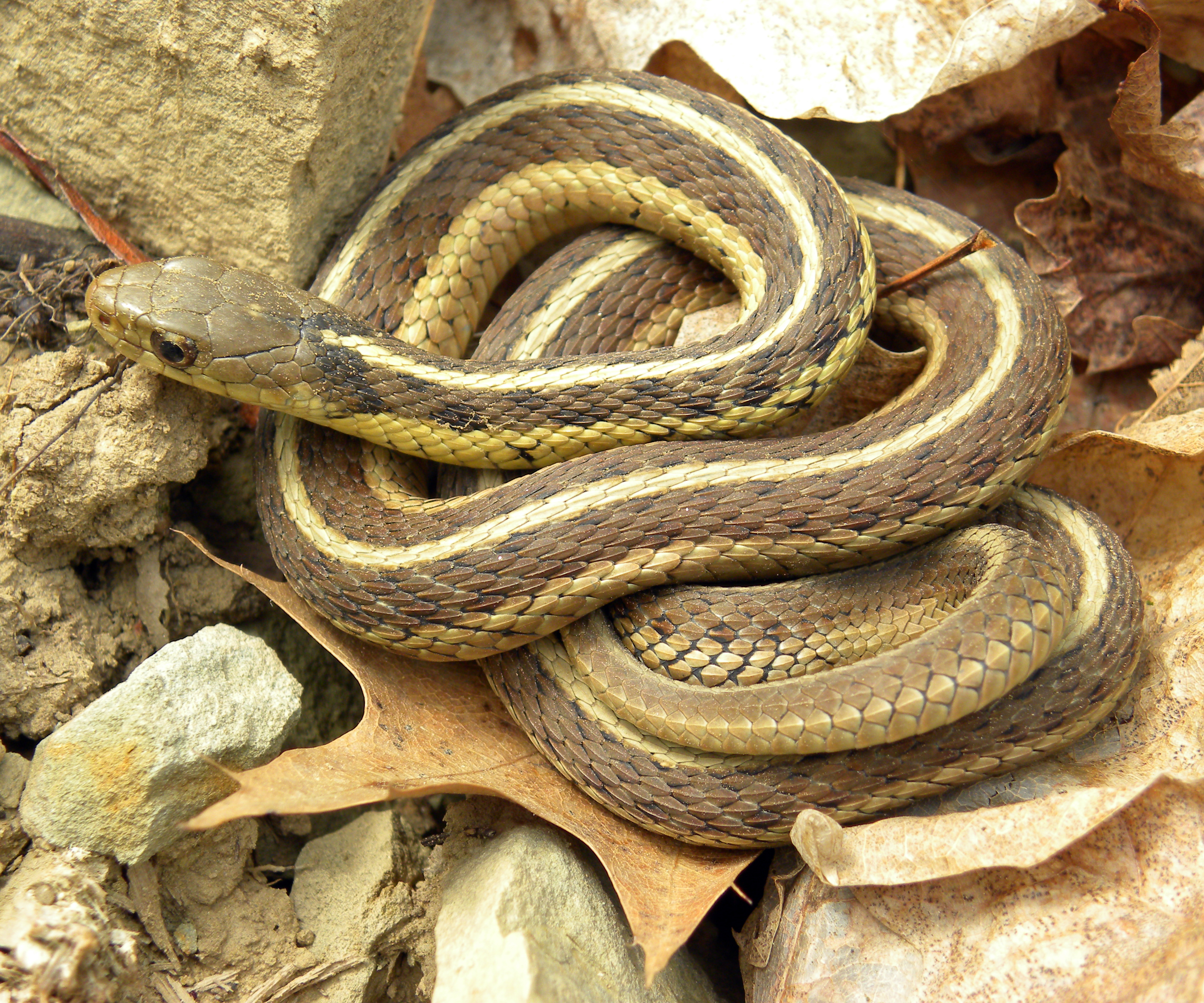
Rắn Thamnophis sirtalis tiến hóa sự chống chịu chất độc tetrodotoxin ở các con mồi lưỡng cư của nó.

Tương tác giữa các sinh vật có thể sinh ra cả mâu thuẫn lẫn hợp tác. Khi tương tác xảy ra giữa hai loài, như là một mầm bệnh và vật chủ, hay một kẻ săn mồi và con mồi của nó, những loài này tiến hóa tập hợp những thích nghi phù hợp với nhau. Ở dây, sự tiến hóa của một loài gây ra sự thích nghi ở loài kia. Những thay đổi ở loài thứ hai đến lượt mình gây ra những thích nghi ở loài thứ nhất. Vòng tròn chọn lọc và phản ứng này được gọi là đồng tiến hóa. Một ví dụ là sự sản sinh ra tetrodotoxin ở sa giông da nhám và sự tiến hóa khả năng kháng tetrodotoxin ở kẻ săn mồi của nó, rắn Thamnophis sirtalis. Trong cặp kẻ săn mồi-con mồi này, một cuộc chạy đua vũ trang tiến hóa đã sinh ra độc tính ngày càng cao ở chất độc sa giông và khả năng kháng độc cao tương ứng ở rắn.

### Cộng tác
Không phải mọi tương tác đồng tiến hóa giữa các loài đều liên quan tới các mâu thuẫn. Nhiều trường hợp tương tác cùng có lợi đã tiến hóa. Chẳng hạn, một sự cộng tác mạnh mẽ tồn tại giữa thực vật và nấm Mycorrhiza sinh trưởng trên rễ của chúng và giúp cây hấp thụ chất dinh dưỡng từ đất. Đây là một quan hệ có đi có lại bởi vì cây cung cấp đường cho nấm từ quang hợp. Ở đây, nấm thực sự lớn lên bên trong tế bào thực vật, cho phép chúng trao đổi thức ăn với sinh vật chủ, trong khi gửi tín hiệu tắt hệ thống miễn dịch của cây.
Mối liên minh giữa các sinh vật cùng loài cũng tiến hóa. Một trường hợp đặc sắc là các loài côn trùng sống thành xã hội, như ong, mối và kiến, trong đó các côn trùng không có chức năng sinh sản sẽ nuôi dưỡng và bảo vệ cho một lượng nhỏ cá thể trong một lãnh địa mà có khả năng sinh sản được. Ngay ở cấp độ vi mô, các tế bào sinh đưỡng tạo nên cơ thể động vật một giới hạn sinh sản để chúng có thể duy trì một cơ thể ổn định, cung cấp một lượng nhỏ số tế bào sinh dục sinh ra con cháu. Ở đây, tế bào sinh dưỡng đáp ứng những tín hiệu riêng biết chỉ dẫn chúng lớn lên, duy trì như hiện tại, hoặc chết đi. Nếu các tế bào phớt lờ các tín hiệu này và nhân lên một cách thích hợp, sự phát triển không kiểm soát đó có thể gây ra ung thư.
Sự cộng tác như vậy trong loài có thể tiến hóa thông qua quá trình chọn lọc họ hàng, trong đó một sinh vật hành động để giúp nuôi dưỡng con cái của họ hàng. Hành động này được chọn lọc tự nhiên chấp thuận bởi vì cá thể giúp đỡ sẽ chứa những alen khuyến khích hành động giúp đỡ họ hàng và hẳn là họ hàng của cá thể đó cũng chứa những alen đó và do đó những alen này sẽ lan truyền. Những quá trình khác có thể khuyến khích sự cộng tác bao gồm chọn lọc nhóm, trong đó sự hợp tác đem lại những lợi ích cho một nhóm sinh vật.

### Hình thành loài

Bốn cơ chế hình thành loài.

Sự hình thành loài là quá trình trong đó một loài phân tách thành hai hay nhiều loài con cháu.
Có nhiều cách để định nghĩa khái niệm "loài". Lựa chọn định nghĩa phụ thuộc vào những đặc thù của các loài xét tới. Chẳng hạn, một vài quan niệm về loài áp dụng dễ dàng hơn đối với các loài sinh sản hữu tính trong khi những khái niệm khác phù hợp với các loài vô tính hơn. Bất chấp sự đa dạng các khái niệm này, chúng có thể xếp vào một trong ba cách tiếp cận triết học rộng hơn: theo hướng giao phối, sinh thái và thuyết phát sinh loài. Quan niệm loài sinh học (tiếng Anh: biological species concept - BSC) là một ví dụ cổ điển về cách tiếp cận giao phối. Được Ernst Mayr đưa ra năm 1942, BSC khẳng định rằng "loài là nhóm các quần thể tự nhiên, thực sự hoặc có khả năng, giao phối với nhau, cách biệt về mặt sinh sản với những nhóm khác như vậy". Mặc dù phổ khá rộng và được sử dụng từ lâu, BSC cũng giống những quan niệm khác khi không tránh khỏi những tranh cãi, bởi vì các quan niệm kiểu như vậy không thể áp dụng cho sinh vật nhân sơ, và điều này được gọi là vấn đề loài. Một số nhà nghiên cứu đã nỗ lực tìm cách đưa ra một quan niệm nhất nguyên thống nhất về loài, trong khi những người khác tiếp nhận một cách tiếp cận đa nguyên và đề xuất rằng có thể có nhiều cách khác nhau để diễn giải một cách logic định nghĩa về loài.
Sự ngăn cách sinh sản giữ hai quần thể hữu tính phân tách là cần thiết để các quần thể đó trở thành các loài mới. Dòng gen có thể làm chậm quá trình này bằng cách cũng lan truyền các biến dị di truyền mới tới các quần thể khác. Tùy vào mức độ hai loài đã phân tách xa thế nào kể từ tổ tiên chung gần nhất của chúng, chúng có thể vẫn có khả năng giao phối, như ghép ngựa và lừa sinh ra những con la. Những sinh vật lai như vậy thường là vô sinh. Trong trường hợp này, các loài có quan hệ gần gũi có thể giao phối thường xuyên, nhưng sinh vật lai sẽ bị chọn lọc phủ nhận và hai loài vẫn tách biệt. Tuy nhiên, các loài lai hữu thụ (có thể sinh nở được) đôi khi tạo nên và những loài mới này có thể hoặc có những tính chất trung gian giữa các loài bố mẹ, hoặc sở hữu kiểu hình hoàn toàn mới. Tầm quan trọng của việc lai ghép trong việc tạo nên loài động vật mới là chưa rõ ràng, mặc dù có những trường hợp đã được quạn sát ở nhiều loài động vật, như một trường hợp đã được nghiên cứu kỹ lưỡng là ếch cây xám.
Sự hình thành loài đã được quan sát nhiều lần cả dưới những điều kiện có kiểm soát trong phòng thí nghiệm lẫn trong tự nhiên. Ở những loài sinh sản hữu tính, sự phát sinh loài bắt nguồn từ sự cách biệt sinh sản rồi sau đó là sự phân tách về phả hệ. Có bốn cơ chế cho sự phát sinh loài. Phổ biến nhất ở động vật là sự phát sinh loài khác khu phân bố (allopatric speciation), xảy ra ở những quần thể ban đầu bị cách biệt về mặt địa lý, như do sự phân mảnh môi trường sống hay do di cư. Chọn lọc dưới những điều kiện này sẽ sinh ra những thay đổi rất nhanh về bề ngoài và hành vi của sinh vật. Vì chọn lọc và dịch chuyển tác động độc lập lên các quần thể cô lập khỏi phần còn lại của loài, sự chia tách cuối cùng có thể làm nảy sinh những sinh vật không thể giao phối với loài gốc.
Cơ chế thứ hai là sự hình thành loài gần khu phân bố (peripatric speciation), xảy ra khi những quần thể sinh vật nhỏ trở nên bị cô lập trong một khu phân bố mới. Điều này khác với cơ chế ở trên ở chỗ các quần thể bị tách biệt nhỏ hơn nhiều quần thể gốc về mặt số lượng. Ở đây, "hiệu ứng người sáng lập" (founder effect, hiệu ứng trong đó quần thể nhỏ bị cô lập suy giảm đột ngột các biến dị di truyền), tạo nên một sự hình thành loài nhanh chóng sau một sự gia tăng giao phối tăng cường chọn lọc trên đồng hợp tử, dẫn tới một sự thay đổi nhanh chóng về mặt di truyền.
Cơ chế thứ ba là sự hình thành loài ngoài khu phân bố (parapatric speciation). Nó tương tự với cơ chế thứ hai ở chỗ một quần thể nhỏ xâm nhập vào một không gian phân bố mới, nhưng khác ở chỗ không có sự chia cách vật lý nào giữa hai quần thể. Thay vào đó, sự hình thành loài nảy sinh từ sự tiến hóa các cơ chế giảm dòng gen giữa hai quần thể. Thông thường điều này xảy ra khi có một sự thay đổi lớn đột ngột môi trường trong không gian phân bố của loài gốc. Một ví dụ là loài cỏ Anthoxanthum odoratum, có thể đã trải qua sự hình thành loài loại này để đối phó với nhiễm độc kim loại cục bộ ở các vùng mỏ. Ở đây, thực vật tiến hóa có khả năng chịu một hàm lượng kim loại cao trong đất. Chọn lọc phủ nhận giao phố với quần thể gốc nhạy cảm với kim loại sinh ra một sự thay đổi từ từ trong thời gian nở hoa của thực vật kháng kim loại, cuối cùng tạo nên sự tách biệt sinh sản hoàn toàn. Chọn lọc phủ nhận các sinh vật lai giữa hai quần thể có thể gây ra sự tăng cường, đó là sự tiến hóa của các tính trạng khuyến khích giao phối trong một loài, cũng như sự chiếm chỗ đặc tính, là khi hai loài trở nên khác biệt hơn về bề ngoài.

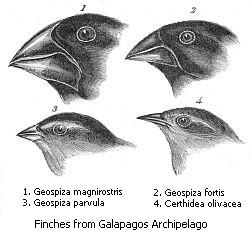
Sự tách biệt địa lý của những con chim sẻ ở Quần đảo Galápagos sinh ra trên một chục loài mới khác nhau.

Cuối cùng, trong sự hình thành loài cùng khu phân bố (sympatric speciation) các loài phân tách mà không hề có sự cách biệt địa lý hay thay đổi môi trường sống. Dạng này hiếm gặp do ngay cả chỉ một lượng nhỏ dòng gen cũng có thể loại bỏ sự khác biệt di truyền giữa các phần của một quần thể. Nhìn chung, loại hình thành loài này đòi hỏi sự tiến hóa cả trong khác biệt di truyền và giao phối không ngẫu nhiên, cho phép cách biệt sinh sản để tiến hóa.
Một loại hình thành loài cùng khu phân bố liên quan tới giao phối chéo của hai loài gần gũi để tạo ra một loài lai mới. Điều này không phổ biến ở động vật vì động vật lai thường vô sinh. Đó là vì trong quá trình giảm phân các nhiễm sắc thể tương đồng từ bố và mẹ đến từ các loài khác nhau và khó ghép cặp thành công. Tuy nhiên, nó phổ biến hơn ở thực vật, bởi vì thực vật thường nhân đôi số nhiễm sắc thể của chúng, tạo nên các thể đa bội. Điều này cho phép các nhiễm sắc thể từ mỗi loài cha mẹ hình thành các cặp phù hợp trong giảm phân. Một ví dụ của hiện tượng này là khi hai loài thực vật Arabidopsis thaliana và Arabidopsis arenosa giao phối chéo cho ra loài mới là Arabidopsis suecica. Điều này đã xảy ra khoảng 20 nghìn năm trước, và quá trình hình thành loài đã được lặp lại trong phòng thí nghiệm để nghiên cứu các cơ chế di truyền tham gia vào quá trình này. Thực tế, nhiễm sắc thể nhân đôi trong một loài có thể là nguyên nhân thông thường của tách biệt sinh sản, vì mỗi nửa của nhiễm sắc thể nhân đôi không khớp khi giao phối với một sinh vật mà nhiễm sắc thể của nó không nhân đôi.
Các hiện tượng hình thành loài đóng vai trò quan trọng trong lý thuyết về cân bằng ngắt quãng, liên quan tới các mô hình trong dấu vết hóa thạch về các "vụ bùng nổ" tiến hóa ngắn ngắt quãng các thời kỳ ổn định dài, khi các loài ít thay đổi. Theo lý thuyết này, sự hình thành loài và tiến hóa nhanh gắn kết với nhau, với chọn lọc tự nhiên và trôi dạt di truyền vận hành mạnh mẽ nhất ở các sinh vật trải qua sự hình thành loài trong khu phân bố mới hoặc trong các quần thể nhỏ. Kết quả là, chu kì ổn định trong các dấu vết hóa thạch ứng với quần thể gốc còn các sinh vật chịu sự thay đổi loài và tiến hóa nhanh tìm thấy ở những quần thể nhỏ hoặc các khu phân bố hạn chế về mặt địa lý và do đó hiếm khi được bảo quản dưới dạng hóa thạch.

### Tuyệt chủng

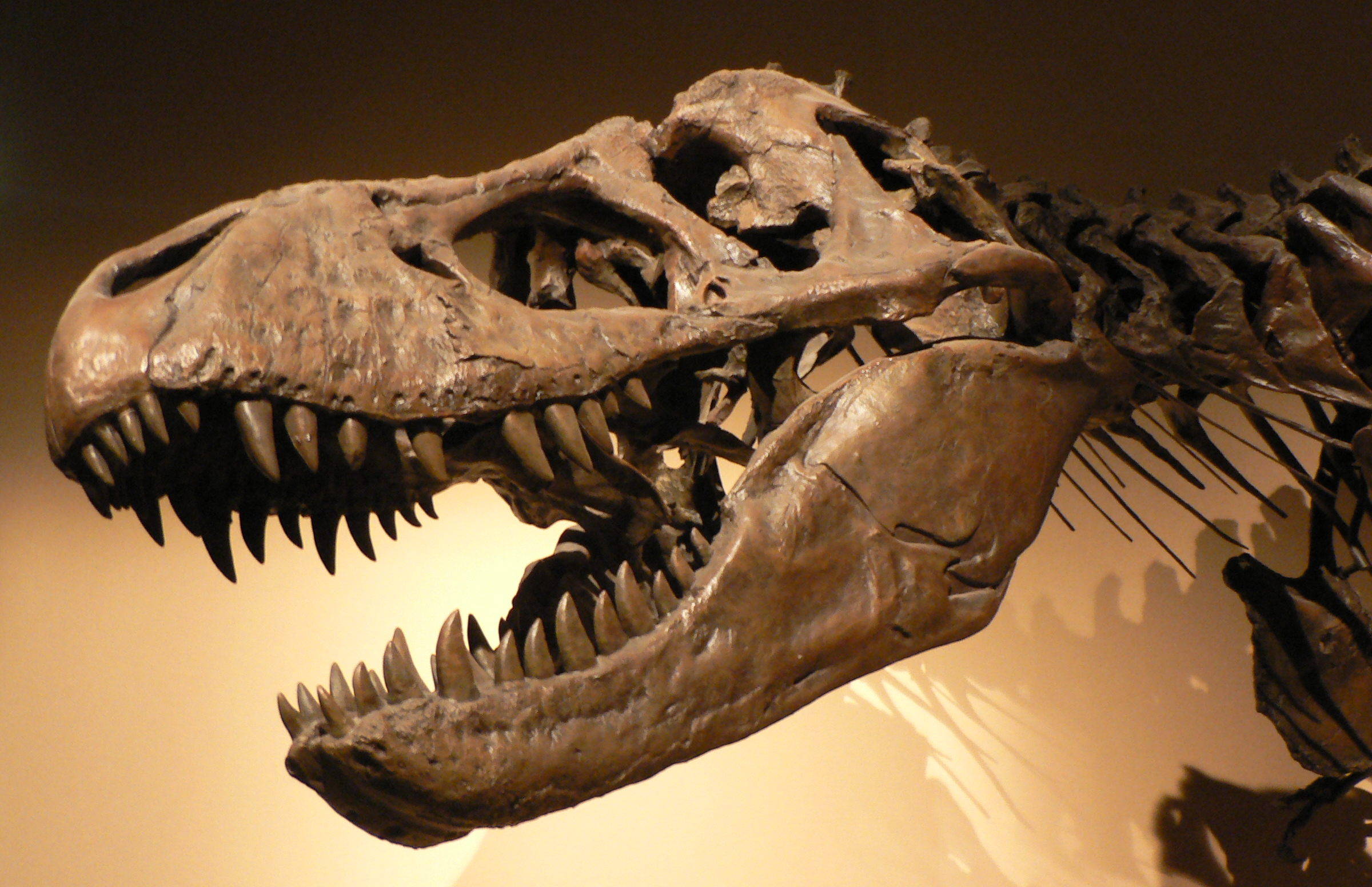
Khủng long bạo chúa. Toàn bộ khủng long không biết bay đã chết trong Sự kiện tuyệt chủng kỷ Creta–Paleogen vào cuối Kỷ Creta.

Sự tuyệt chủng là sự biến mất của toàn bộ loài. Tuyệt chủng không phải là một sự kiện bất thường, vì các loài sinh vật thường xuất hiện thông qua sự hình thành loài và biến mất thông qua sự tuyệt chủng. Hầu như toàn bộ động thực vật từng sống trên Trái Đất đến nay đã tuyệt chủng, và sự tuyệt chủng dường như là số phận tối hậu của muôn loài. Những sự tuyệt chủng đã xảy ra liên tục trong suốt lịch sử sự sống, tuy rằng tốc độ tuyệt chủng có tăng mạnh trong những sự kiện tuyệt chủng quy mô lớn thỉnh thoảng xảy ra. Nổi tiếng nhất là Sự kiện tuyệt chủng kỷ Creta–Paleogen, trong đó tất cả những khủng long không biết bay đã tuyệt diệt, tuy nhiên Sự kiện tuyệt chủng kỷ Permi-kỷ Trias còn khủng khiếp hơn thế, với xấp xỉ 96% số loài biến mất. Sự kiện tuyệt chủng thế Holocene là một sự tuyệt chủng quy mô lớn đang diễn ra liên quan tới sự bành trướng của nhân loại khắp toàn cầu trong chỉ vài trăm năm qua. Tốc độ tuyệt chủng ngày nay lớn gấp 100-1000 lần tốc độ ổn định và lên tới 30% số loài hiện có thể không còn nữa vào giữa thế kỷ XXI. Các hoạt động của con người ngày nay là nguyên nhân chính cho sự tuyệt chủng hàng loạt; hiện tượng ấm lên toàn cầu có thể đẩy nhanh nó hơn nữa trong tương lai. Bất chấp sự tuyệt chủng ước tính của hơn 99% của tất cả các loài từng sống trên Trái Đất, khoảng 1 nghìn tỷ loài được ước tính hiện đang sống ở trên Trái Đất hiện nhưng chỉ với một phần nghìn của một phần trăm được mô tả.
Vai trò của tuyệt chủng trong tiến hóa chưa được tìm hiểu thực sự kỹ và có lẽ phụ thuộc vào loại tuyệt chủng nào được xét tới. Nguyên nhân của những sự kiện tuyệt chủng "mức độ thấp", vốn tạo nên phần lớn sự tuyệt chủng, có thể là sự cạnh tranh giữa các loài cho nguồn tài nguyên có hạn (sự loại trừ cạnh tranh). Nếu một loài có thể loại bỏ loài khác, điều này sinh ra sự chọn lọc loài, với loài thích nghi hơn sống sót còn loài kia đi tới tuyệt diệt. Những đợt tuyệt chủng quy mô lớn cũng quan trọng, nhưng thay vì đóng vai trò một nhân tố chọn lọc, chúng làm giảm mạnh sự đa dạng theo một cách không chọn lọc và khuyến khích sự bùng nổ sự tiến hóa nhanh và hình thành loài mới ở những sinh vật sống sót.

### Tổ tiên chung

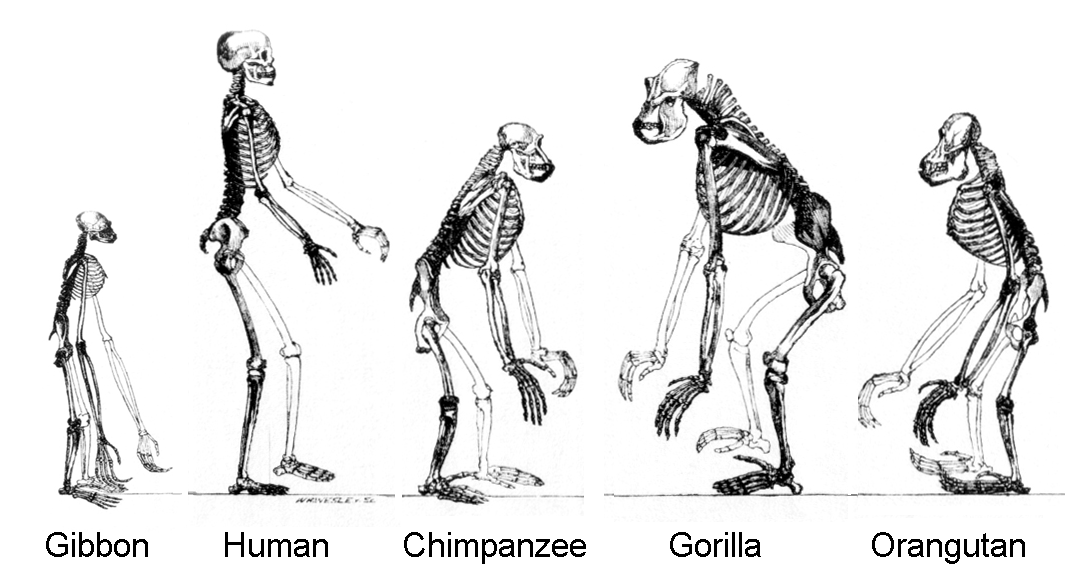
Siêu họ Người (hominoidea) là hậu duệ của một tổ tiên chung.

## Ảnh hưởng xã hội và văn hóa

Khi tiến hóa trở nên được chấp nhận rộng rãi, biếm họa Charles Darwin ghép vào hình hài một con tinh tinh hoặc khỉ thành một biểu tượng của thuyết tiến hóa.

## Lịch sử tiến hóa sự sống